# Brian Transeau

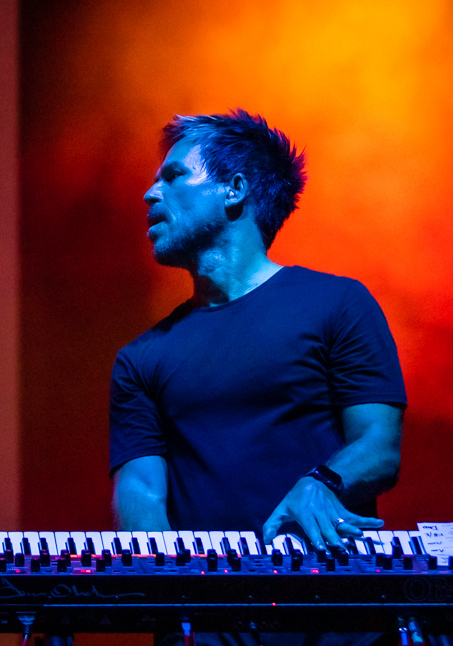
Brian Transeau (2019)

Brian Wayne Transeau (* 4. Oktober 1971 in Rockville, Maryland) ist ein US-amerikanischer Musiker, der unter seinem Künstlernamen BT produziert. Er genoss seit seinem 13. Lebensjahr eine klassische Musikausbildung und ging in Boston auf die Berklee College of Music, die er nach einem Jahr verließ, um anschließend nach Los Angeles und wieder zurück nach Washington, D.C. zu ziehen. Er spielt Klavier, seitdem er drei Jahre alt ist.

## Übersicht
Transeaus Musik kam in den Vereinigten Staaten nicht besonders gut an, er zog jedoch vorübergehend nach Europa, wo seine Musik durch den britischen DJ Sasha entdeckt und in die Nachtclub-Szene eingeführt wurde. Das augenblicklich bekannt gewordene Album Ima aus dem Jahr 1996 hatte großen Einfluss auf die Zukunft der Progressive-House-Szene, welche im Laufe der Zeit selbst mit dem Trance-Stil verschmolz, den sie dadurch später auch definieren helfen sollte. Während Ima ausschließlich aus „Progressive“-Klängen bestand, konnte das 1997 erschienene Album ESCM als deutlich experimenteller bezeichnet werden, obwohl es dennoch einige Rekorde in der EDM-Szene brach. BTs Album Movement in Still Life (1999) führte seine Experimentierfreudigkeit außerhalb des Trance-Genres, welches er zu definieren half, durch eine wachsende, interessante Zwiespältigkeit zwischen seinen eher abenteuerlichen Arbeiten und den stärker strukturierten, kommerziell orientierten Stücken, fort. Dieses Album enthält auch starke Einflüsse durch „nu skool breaks“, ein Genre, welches BT durch den Klassiker Hip-Hop Phenomenon zusammen mit Tsunami One prägte. 2003 erschien Emotional Technology mit mehr Vocal-Stücken als bisher üblich, von denen sechs mit Gesang von Transeau selbst waren. BT lieferte auch die Vocals zur Single Love Comes Again von Tiësto und hat zusammen mit David Bowie an dem Lied (She Can) Do That gearbeitet, welches für den Film Stealth produziert wurde, zu dem BT auch die Filmmusik schrieb.
Er beschäftigte er sich vermehrt auch mit Filmmusik, unter anderem Go (1999), Under Suspicion (2000), Driven (2001), The Fast and the Furious (2001) sowie Monster (2003). In jüngster Zeit hat er die Arbeit am Soundtrack von Stealth (2005) sowie von The Underclassman (2005) abgeschlossen.
Erwähnenswert ist auch, dass BT häufig live auftritt, was in der Szene nicht weit verbreitet ist. 2004 gab er ein ausgesprochen gut besuchtes Konzert namens Last Night of Summer am BT Tower in London.
Transeau lud am 14. Dezember 2002 mehr als zwanzig Fans zu sich nach Hause ein, um dort bei einer Privatparty eine Vorschau auf sein zu dieser Zeit noch unveröffentlichtes Album Emotional Technology (2003) zu geben.
Pseudonyme von BT sind „Kaistar“, „Libra“ (als „Libra Presents Taylor“), zusammen mit John Selway „Dharma“, mit Deep Dish und John Selway „Prana“, mit Shaun Keng Collins „Elastic Reality“, mit Taylor „Elastic Chakra“, mit Guy Oldhams und Taylor „GTB“, und zusammen mit Sasha „2 Phat Cunts“.
Brian Transeau lebt in Los Angeles.

## Musikalischer Werdegang

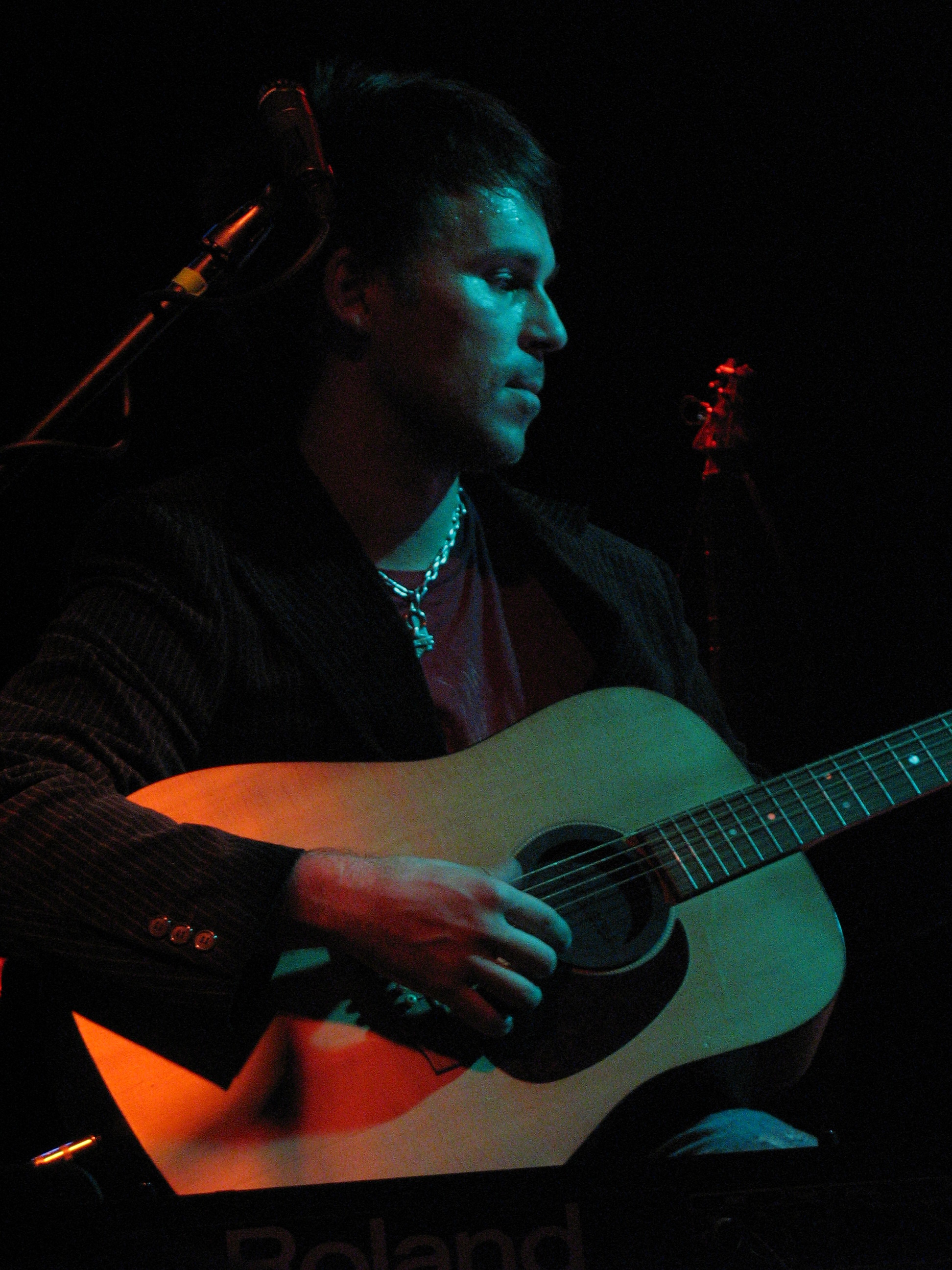
Brian Transeau (2006)

Die Vielfalt der Musik von BT wird als eine ihrer wichtigsten Merkmale angeführt. In seiner frühen Karriere (etwa 1995–2000) wurde er prinzipiell als Trance-Künstler, oder mit dem mehrdeutigen Term DJ bezeichnet, frei nach dem Motto „I am still not a DJ“. Da BT allerdings ständig experimentierfreudig in Sachen Musik gewesen ist, wird es fast unmöglich, ihn als Künstler irgendeiner speziellen Stilrichtung zuzuschreiben.
Auf Transeaus erstem kompletten Album Ima (1996) spielen einfache, helle Melodien zusammen mit einer Vielfalt aus Rhythmus-Riffs und elektronischen Akzenten die Hauptrolle. Auf dem als 2-Disc-Set veröffentlichten Album sind nur drei der Stücke mit Gesang (Loving You More [BT’s final spiritual journey] vocals: Vincent Covello, Blue Skies vocals: Tori Amos, The Delphinian Days mix). Ima wird dem Progressive-Trance-Genre zugeordnet.
1997 erschien ESCM, auf dem komplexere Melodien und mehr klassische Harmonien mit zunehmend mehr Gesang zu finden waren. Die Atmosphäre ist etwas düsterer und weniger verspielt als bei Ima, und auch die einzelnen Stücke sind dichter und zusammenhängender. Dieses Album, als Ganzes betrachtet, ist um einiges vielseitiger als BTs Debütalbum. Kann man Lullaby for Gaia und Remember (beide mit Jan Johnston) als Trance bezeichnen, passen die weiteren Tracks mehr in die Richtungen anderer elektronischen Sub-Genres, welche um die 1990er entstanden. Love, Peace, and Grease zählt zu Breakbeats, Flaming June (die wahrscheinlich bekannteste Single des Albums) und Nectar sind wieder Beispiele für Trance. Der experimentellste Track des Albums ist Solar Plexus, der in zwei Teile aufgeteilt werden kann. Der erste Teil ist düster und spannungsvoll mit einem lauter und intensiver werdenden Refrain aus starken Vocals, die verkünden: „I burn!“ Diese Hälfte des Songs wurde für einige Filmtrailer benutzt, wie zum Beispiel Blade II und Hellboy. Die zweite Hälfte ist ruhiger und mehr in sich gekehrt mit nur einem Klavier und sich langsam aufbauenden elektronischen Akzenten. Der Gesang des zweiten Parts ist deutlich und von der Lautstärke her kaum zu hören. Das Rätseln, welcher Text in Solar Plexus tatsächlich gesungen wird, war seit der Veröffentlichung des Albums eine Art Insiderwitz bei den Fans von BT.
BT bewegte sich, trotz seiner nachhaltigen Aussagen, kein DJ zu sein, auch in der DJ-Szene und produzierte 1998 zusammen mit David Morales und Dave Seaman ein aus drei CDs bestehendes Mix-Album. Dieses Album wurde 1998 unter dem Namen Renaissance Worldwide Singapore von dem englischen Label Passion Music veröffentlicht. Das Album enthält unter anderem auch den von dem Album Movement in still life bekannten Song Ride, den er zusammen mit Sasha unter dem Pseudonym 2 phat cunts veröffentlichte. Auf dem CD-Inlay schreibt er: P.S.: This album was mixed on a Pro Tools D-24 system using Logic Audio and various-plugins. Hope this doesn’t confuse anyone. I am STILL not a DJ!
BTs drittes Album Movement in Still Life zeigte etwas weniger Experimentierfreude und verunsicherte die Fans etwas. Der starke Hip-Hop-Einfluss bei Madskillz-Mic Chekka und Love on Haight Street war der Grund dieser Sorge, da Hip-Hop und Trance komplett gegensätzliche Stilrichtungen sind. Smartbomb sorgte wegen seiner Ähnlichkeit mit Solar Plexus Part 1 für die fehlende Verbindung zu den bisherigen Werken BTs und benutzte ein Lyric-Sample aus Love on Haight Street. Dieser Song ist auch nur auf der zusätzlich erschienenen US-Version des Albums zu finden. Das Album schafft ein Spektrum voller Genres. Shame, Satellite und Running Down the Way Up tendieren zu Alternative Rock, während Godspeed und Dreaming zum klassischen Trance zählen. Never Gonna Come Back Down war die berühmteste Single des Albums und tauchte im Soundtrack von Nur noch 60 Sekunden als Radioversion auf. Mercury and Solace erreichte nicht den kommerziellen Erfolg von Never Gonna Come Back Down, wird aber von vielen seiner Fans als beste Single angesehen.
Er arbeitete unter anderem an dem Soundtrack OVO von Peter Gabriel für die Millennium Dome Show von 2000 mit.
Emotional Technology hatte, zur großen Erleichterung der Fans, Erfolg als BTs experimentellstes Album. Obwohl es mit dem Hip-Hop-angehauchten Knowledge of Self beginnt, zeigt der Rest des Albums eingängige Riffs mit fast überschwänglichem elektronischen Einfluss. Superfabulous mit Gesang von Rose McGowan ist hier noch am ruhigsten, allerdings schiebt der Titel in der Mitte eine kurze Unterhaltung darüber, wie Rose jemandem im Getty-Museum den Stinkefinger zeigt, ein. Die größte Single des Albums, Somnambulist, hat starken Breakbeat- und New-Wave-Einfluss durch New Order und Depeche Mode, die BT als große Inspirationsquellen benennt. Der Rest des Albums entzieht sich größtenteils jeglicher Kategorisierung in Genres und reicht von dunklen Gitarrenklängen bei Circles bis zu The Only Constant Is Change, welches an Satellite erinnert. Hier werden Genres vermischt oder mitten im Lied gewechselt, und es herrscht auch keine Furcht vor Atonalität.
Es ist schwierig, die von BT produzierten Filmsoundtracks in sein Gesamtwerk einzuordnen, da jeder davon natürlich stark vom jeweiligen Film beeinflusst wurde. Erwähnenswert ist, dass BT nach The Fast and the Furious einige Angebote für die Filmmusik von ähnlichen Filmen abgelehnt hat, da er lieber an möglichst vielen verschiedenen Filmarten mitarbeiten wollte.
Am 4. September 2006 erschien das Album This Binary Universe, welches in Australien und Los Angeles aufgenommen wurde.

## Diskographie

### Singles
- 1993: Moment of Truth
- 1993: Relativity
- Embracing the Sunshine
- 1995: Loving You More mit Vincent Covello
- 1996: Blue Skies mit Tori Amos
- 1996: Divinity
- 1997: Quark
- 1997: Flaming June
- 1997: Love, Peace & Grease
- 1997: Remember
- 1997: Shineaway
- 1998: Godspeed
- 1999: Believer
- 1999: Mercury and Solace
- 2000: Fibonacci Sequence
- 2000: Never Gonna Come Back Down mit M. Doughty
- 2000: Dreaming
- 2001: Shame
- 2003: Somnambulist (Simply Being Loved) #98 US
- 2009: Rose Of Jericho
- 2009: Every Other Way (feat. JES)
- 2010: Suddenly
- 2010: Forget Me
- 2010: The Emergency
- 2013: Skylarking
- 2015: All These Wounds mit Ilan Bluestone (feat. Stef Lang)

### Alben
- 1995: Ima
- 1997: ESCM
- 1999: Movement in Still Life
- 2003: Emotional Technology
- 2003: Instrumental 2003
- 2004: Monster – Music From and Inspired by the Film
- 2005: Stealth – Original Motion Picture Score
- 2006: This Binary Universe
- 2007: Emotional Technology – Special Collectors Edition
- 2009: The Rose Of Jericho
- 2010: These Hopeful Machines
- 2011: These Re-Imagined Machines
- 2012: Nuovo Morceau Subrosa
- 2012: If The Stars Are Eternal So Are You And I
- 2013: A Song Across Wires
- 2015: BT & Gregory Tripi - Dark Places
- 2015: Electronic Opus
- 2016: _

### EPs
- 2004: The Technology EP
- 2012: If the Stars Are Eternal So Are You and I

### Kompilationen
- 2001: R&R (Rare & Remixed) – Eine Sammlung der Remixe von BT
- 2001: Still Life In Motion
- 2002: 10 Years in the Life – Best-of-Album.

### Remixe
- 1995: B-Tribe, Nanita (A Spanish Lullaby)
- 1995: Shiva, Freedom
- 1995: Diana Ross, Take Me Higher
- 1995: Cabana, Bailando Con Lobos
- 1995: Grace, Not Over Yet
- 1995: Wild Colour, Dreams
- 1995: Mike Oldfield, Let There Be Light
- 1995: Billie Ray Martin, Running Around Town
- 1995: Seal, I’m Alive
- 1996: Gipsy Kings, La Rumba De Nicolas
- 1996: Billie Ray Martin, Space Oasis
- 1996: Tori Amos, Talula
- 1997: Tori Amos, Putting the Damage On (Unveröffentlicht)
- 1997: Dina Carroll, Run To You
- 1997: The Crystal Method, Keep Hope Alive
- 1997: Paul van Dyk, Forbidden Fruit
- 1997: Deep Dish, Stranded
- 1998: Madonna, Drowned World/Substitute For Love
- 1998: Lenny Kravitz, If You Can’t Say No
- 1998: DJ Rap, Bad Girl
- 1998: Depeche Mode, It’s No Good (Unveröffentlicht)
- 1999: Sarah McLachlan, I Love You
- 2000: Tom Jones, She’s A Lady
- 2001: Sarah McLachlan, Hold On
- 2002: KoЯn, Here to Stay
- 2004: The Doors, Break on Through (To the Other Side) mit zusätzlicher Produktion von Burufunk und Carmen Rizzo

### Musik in Filmen und Filmmusik
- 1997: Der Schakal – Shineaway (mit Richard Butler)
- 1999: Go – Filmmusik, Believer
- 2000: Under Suspicion – Filmmusik
- 2000: Nur noch 60 Sekunden – Down
- 2001: Driven – Musik, Satellite
- 2001: Die doppelte Nummer – Movement In Still Life
- 2001: Lara Croft: Tomb Raider – The Revolution
- 2001: The Fast and the Furious – Filmmusik, Nocturnal Transmission
- 2001: American Pie 2 – Anomaly-Calling Your Name (Libra Presents Taylor)
- 2001: Zoolander – (BT hat seinen Namen hiervon entfernt), Madskillz-Mic Chekka (Remix)
- 2001: Sweet November – Shame (Ben Grosse Remix)
- 2002: Blade 2 – Tao Of The Machine (mit The Roots)
- 2003: The Core – Sunblind
- 2003: Monster – Filmmusik
- 2004: Win a Date with Tad Hamilton! – Superfabulous (Scott Humphrey Radio Mix)
- 2005: Underclassman – Filmmusik
- 2005: Stealth – Filmmusik, She Can (Do That) (mit David Bowie)
- 2006: Lieben und lassen
- 2012: Partysaurus Rex

### Erscheinung in Videospielen und Musik für Spiele
- 1999: Die Hard Trilogy 2: Viva Las Vegas – Soundtrack
- 2001: Frequency – Smartbomb
- 2001: SSX Tricky – Smartbomb (Plump’s Vocal Mix)
- 2001: Gran Turismo 3: A-Spec – Madskillz-Mic Chekka
- 2002: Wipeout Fusion – Smartbomb (Plump DJs Remix)
- 2002: ATV Offroad Fury 2 – The Revolution
- 2002: Wreckless: The Yakuza Missions – Soundtrack
- 2003: Need for Speed: Underground – Kimosabe (mit Wildchild)
- 2003: Amplitude – Kimosabe (mit Wildchild)
- 2004: Dance Dance Revolution Extreme – Simply Being Loved (Somnambulist)
- 2004: Tiger Woods PGA Tour 2005 – Soundtrack
- 2005: Need for Speed: Most Wanted – Tao of the Machine (Scott Humprhey’s Remix) (mit The Roots)
- 2005: Burnout: Revenge – The Doors – Break On Through (BT Mix)
- 2005: Juiced – Kimosabe
- Extreme Gravity Racing Accociation (XGRA) – Dreaming, Godspeed, und viele andere

### Mix-Alben
- 1998: Renaissance Worldwide Singapore mixed by David Morales, Dave Seaman and BT

### Sample-CDs
- 2002: Breakz from the Nu Skool
- 2002: Twisted Textures